# Zhejiangopterus linhaiensis
Lo zhejiangoptero (Zhejiangopterus linhaiensis) è un rettile volante estinto, appartenente agli pterosauri. Visse nel Cretaceo superiore (Santoniano, circa 85 milioni di anni fa) e i suoi resti sono stati ritrovati in Cina.

## Descrizione

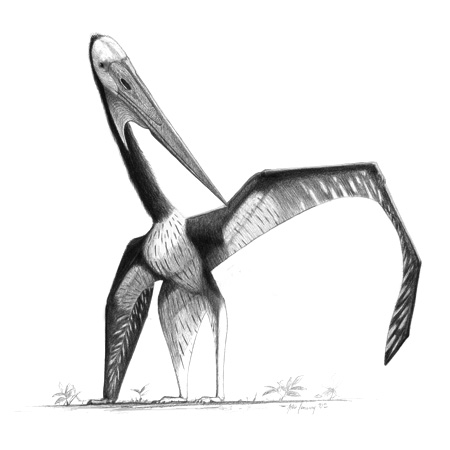
Ricostruzione di Zhenjiangopterus

Di grandi dimensioni (l'apertura alare superava i cinque metri), questo animale possedeva ali ampie e membranose, come tutti gli pterosauri evoluti. Contrariamente a molti pterosauri cretacei, il cranio di questa forma non possedeva alcuna struttura simile a una cresta, ma era allungato e sottile, e terminava in un becco appuntito; mascella e mandibola erano prive di denti. L'apertura nasale e la finestra antorbitale erano unite in un'unica apertura, che si estendeva per metà della lunghezza del cranio. Il lungo e potente collo era costituito da sette vertebre cervicali allungate e leggere. L'omero era corto e robusto, con una cresta deltopettorale ben pronunciata; il femore era allungato e sottile.

## Classificazione
Descritto per la prima volta nel 1994, lo zhejiangottero è stato inizialmente considerato uno stretto parente della forma nordamericana Nyctosaurus. In seguito, analisi successive dei reperti fossili hanno dimostrato che questo animale era un membro della famiglia degli azdarchidi (Azhdarchidae), che comprendeva gli pterosauri di maggiori dimensioni. Attualmente, Zhejiangopterus è considerato l'azdarchide meglio conservato.